# Nino Benvenuti
Giovanni „Nino“ Benvenuti (26. dubna 1938 Isola d'Istria – 20. května 2025) byl italský boxer.
Jako amatér prohrál ze 120 zápasů jediný, stal se mistrem Evropy v letech 1957 a 1959 a na domácí olympiádě v Římě vyhrál kategorii do 67 kilogramů, zároveň mu byla udělena Cena Vala Barkera pro boxera s nejvytříbenější technikou. V roce 1961 se stal profesionálem, v roce 1963 se stal mistrem Itálie a v roce 1965 získal po vítězství nad Alessandrem Mazzinghim titul mistra světa World Boxing Association a World Boxing Council v lehké střední váze. O ten přišel o rok později, když prohrál na body s Korejcem Kim Ki-soo, poté přešel do střední váhy a 17. dubna 1967 v Madison Square Garden porazil v zápase o titul mistra světa Emile Griffitha z Amerických Panenských ostrovů. Titul držel až do 11. července 1970, kdy ho o něj připravil Argentinec Carlos Monzón. V roce 1971 ukončil profesionální kariéru, během které vyhrál 82 zápasů (z toho 35 knockoutem) a prohrál pouze sedm. V roce 1968 ho časopis The Ring vyhlásil nejlepším světovým boxerem roku, v roce 1992 byl zařazen do International Boxing Hall of Fame.
V šedesátých letech se zapojil do politiky, podporoval Italské sociální hnutí. Hrál také ve filmech: ve spaghetti westernu Duccia Tessariho Živí nebo raději mrtví (1969) a v akční detektivce Stelvia Massiho Mark il poliziotto spara per primo (1975). Je otcem šesti dětí. Po ukončení sportovní kariéry provozoval restauraci v Terstu, působil také jako televizní komentátor. Dostalo se mu cti nést olympijskou vlajku při závěrečném ceremoniálu Zimních olympijských her 2006.